# Crkva sv. Jurja (Gornja Stubica)
Crkva sv. Jurja  je rimokatolička crkva u općini Gornja Stubica, zaštićeno kulturno dobro.

## Opis dobra
Crkva sv. Jurja prvi puta se spominje 1209., a župa od 1334. g. Današnja crkva djelomično potječe iz vremena obnove 1752. g., kada je sagrađena prostrana barokna građevina zaobljenog svetišta sa zvonikom ispred zapadnog pročelja i polukružnim pobočnim kapelama sjeverno i južno uz glavnu lađu Od stare crkve sačuvani su zvonik, zapadni dio lađe s korom, prvo svodno polje glavne lađe istočno od kora i obje pobočne kapele. Unutar crkve sačuvan je vrijedan barokni inventar stare župne crkve - glavni oltar sv. Jurja, južni bočni oltar sv. Florijana, sjeverni bočni oltar Majke Božje Tužne (svi posvećeni 1764. g.), te istovremena drvena propovjedaonica.

## Zaštita
Pod oznakom Z-3517 zavedena je kao nepokretno kulturno dobro - pojedinačno, pravnog statusa zaštićena kulturnog dobra, klasificirano kao "sakralna graditeljska baština".